# Agrilus kutahyanus
Agrilus kutahyanus é uma espécie de inseto do género Agrilus, família Buprestidae, ordem Coleoptera.
Foi descrita cientificamente por Królik, 2002.